# Paracapnia humboldta
Paracapnia humboldta is een steenvlieg uit de familie Capniidae. De wetenschappelijke naam van de soort is voor het eerst geldig gepubliceerd in 2007 door Baumann & Lee.